# Катерина дьо Валоа
Катерина дьо Валоа или Катерина Френска (на френски: Catherine de France, Catherine de Valois, * 4 февруари 1378, Париж, † октомври или ноември 1388) е френска принцеса от династия Валоа и чрез женитба графиня на Монпансие от 1386 до 1388 г.

## Биография
Тя е най-малката дъщеря на френския крал Шарл V (1338 – 1380) и Жана дьо Бурбон (1338 – 1378), дъщеря на херцог Пиер I дьо Бурбон (1311 – 1356). Сестра е на крал Шарл VI и херцог Луи Орлеански.
На 5 август 1386 г. в Сент-Уен тя се омъжва за Жан II дьо Бери (* 1363, † 1401/1402), от 1382 г. граф на Монпансие, внук на френския крал Жан II и Бона Люксембургска. Бракът е бездетен. След две години тя умира. Погребана е в манастир Мобюисон.
През 1390 г. нейният съпруг се жени за Анна дьо Бурбон (1380 – 1408).